# 2011年热带风暴艾米莉
热带风暴艾米莉（英語：Tropical Storm Emily）是2011年8月一场强度虽弱，但却在加勒比地区北部大部分地区降下瓢泼大雨的北大西洋热带气旋，也是同年大西洋飓风季第五场获得命名的风暴。系统源自7月下旬在大西洋开放水域行进多日的一股强度较高，但结构杂乱无章的东风波。8月1日，系统结构在逼近小安的列斯群岛后已略有改善，令群岛多地天气恶劣。两天后，这股扰动天气发展出闭合环流中心，热带风暴艾米莉至此成型。气旋继续在加勒比地区行进，总体结构依然混乱，但却在沿途产生强烈雷暴天气和阵风。8月4日，艾米莉微弱的对流已被伊斯帕尼奥拉岛的山区地形扰乱，气象机构认为系统已不再属于热带气旋。8月6日离开加勒比地区东北部海域后，风暴残留一度再生成热带风暴，最终于次日逐渐消散。
虽然结构混乱，但艾米莉却对多个加勒比海国家和地区构成重大破坏。小安的列斯群岛各地都有树木倒塌，并因暴雨引发大面积洪灾，不过只有马提尼克灾情较为严重，该国有一人遇难。波多黎各也发生大范围洪涝灾害，对居民和道路构成影响，当地基础设施遭受的破坏总额约为500万美元。风暴消散后的残留还在伊斯帕尼奥拉岛大部分地区产生旷日持续的降雨，多米尼加共和国发生大面积洪灾和泥石流，致使7000余人流离失所，首都圣多明哥有三人溺毙。邻近的海地阿蒂博尼特省有数以百计民房被淹，居民被迫疏散。该国南部半岛只出现轻度风害，但有一人丧生。

## 气象历史
热带风暴艾米莉的成因较为复杂，可以从8月初追溯至7月下旬。2011年7月下旬，有东风波内嵌在季风槽内离开非洲西岸。受北侧的高压脊影响，东风波朝西北偏西方向经过大西洋开放海域，其环流范围广阔，但有一至两天几乎没有产生降水。随着时间的推移，广阔的系统周围有对流带持续增长，于7月30日发展出两个明显的环流中心。7月31日早上，大范围低气压区的结构已有显著改善，美国国家飓风中心称系统即将成为热带低气压。但到了下午，系统的主环流逐渐拉开，并且最西侧部分很快分离并形成另一股东风波。新生成的扰动天气内包含范围广阔但较为分散的对流和雨带，并短暂对小安的列斯群岛构成影响。次日，环流结构有所改善，带有新深层对流区的中心在系统内占据主导地位。经过背风群岛期间，系统结构进一步改善，地面风速已提升至接近热带风暴水平。飞入系统的飓风猎人侦察机发现，深层对流附近已存在层次分明的环流中心。协调世界时8月2日凌晨0点，气象机构直接把多米尼克以南的系统归类成热带风暴，并以“艾米莉”（Emily）命名。受北侧的强烈高压脊影响，气旋起初加速朝西北偏西方向移动。

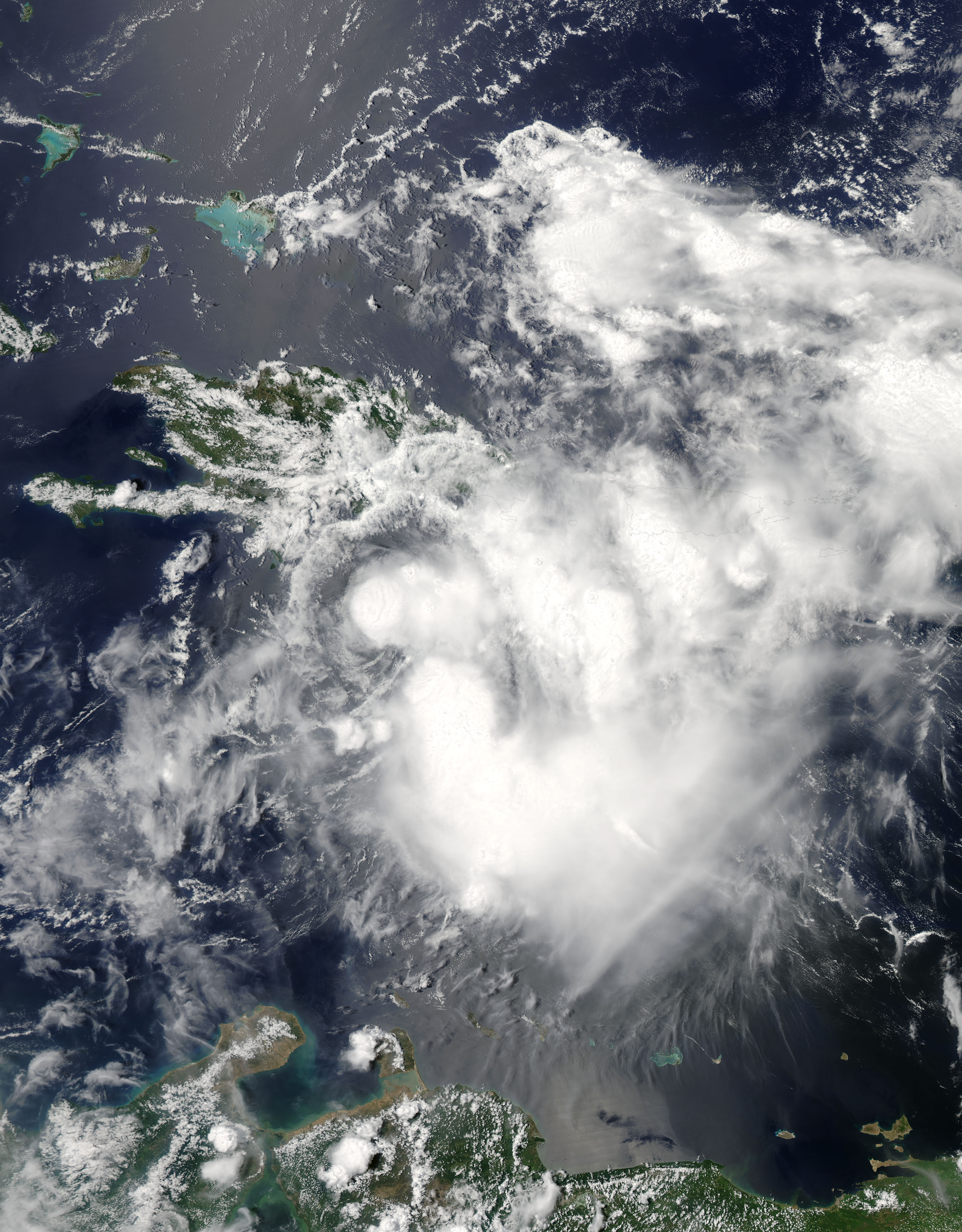
8月3日位于伊斯帕尼奥拉岛附近的热带风暴艾米莉

根据气象部门推算，风暴前方大气环境较为干燥，所以只会逐渐增强，直至经过大安的列斯群岛。8月2日，气旋发展出带状特征，强度和组织结构波动幅度都很小。此后，艾米莉的卫星图像变得更清晰，发展出不规则的中心密集云区，美国国家飓风中心估计气旋于8月3日凌晨0点达到风力时速80公里的最高强度。即便是到了这个时候，侦察机的观测结果表明风暴环流依然混乱，多个预测模型甚至认为艾米莉会在登陆伊斯帕尼奥拉岛前消散。受上层风切变增多影响，气旋的最深层对流同环流中心剥离，并且此后再也没有恢复原有状态。8月4日，风暴上空的上层外流扩张，云层格局及对流带层次都有改善。艾米莉继续行进至多米尼加以南近海，本已脆弱的环流在附近垂直风切变增多及山区地形的共同影响下变得越来越混乱。气旋加速穿越伊斯帕尼奥拉岛，于夜间21点左右退化成开放式低压槽。
艾米莉的残留低压槽继续向西北方向进入巴哈马海域，气象部门认为这里的上层风切变较少，所以风暴有望重新发展。接下来几天里，系统进入巴哈马上空，并继续朝东面的佛罗里达州南部逼近。8月6日晚，低压槽发展出新环流中心，到下午18点已在大巴哈马岛附近重新成为弱热带低气压。六小时后，艾米莉再度达到热带风暴标准，但很快就因风切变增多而于次日消退成残留低气压区。低气压区转向东北偏东并加速前进，绕过百慕大后向东面的大西洋开放水域移动。接下来系统再度发展出带有深层对流的大范围烈风强度风场，促使美国国家飓风中心继续监控。受强烈风切变及本身移动速度过快的共同影响，系统残留无法出现显著发展，最终于8月11日中午12点左右在亚速尔群岛以西约1565公里洋面完全消散。

## 防灾措施
由于系统很可能发展成热带气旋，法国气象局向瓜德罗普和马提尼克发出黄色气旋警报，称当地有可能马上受到狂风袭击。面临风暴来袭，波多黎各宣布进入紧急状态。政府官员下令准备超过400个风暴避难所，并确保供水充足。气旋袭击当天早上，政府工作人员放假回家，法庭也予关闭。美国海岸警卫队发布通告，建议波多黎各和美属维尔京群岛在艾米莉过境前不要下海游泳或划船休闲。因天气恶劣，捷蓝航空决定免收前往多米尼加的航班机票费用。海洋绿洲号、海洋自由号、嘉年华之梦号和嘉年华自由号邮轮变更航线，以期避开风暴。
海地曾于2010年1月发生重大地震，艾米莉来袭时，仍有约63万人住在帐篷里。由于各地都缺少稳固的建筑供人们躲避，气旋经过的消息在该国引起恐慌。国内应急官员动用22辆大客车，将生活在洪水易发区域的数千居民转移，还敦促居民储存食品并保管好个人财物。联合国要求驻该国的1万1500名军人待命，准备在有必要的情况下协助救灾工作。红十字会与红新月会国际联合会也要求多支应急工作组待命，准备在之前已救助12万5000人的基础上提供包括食品在内的进一步救灾援助。风暴来袭前，有关部门将国内所有机场及其它飞机降落点关闭。

## 影响

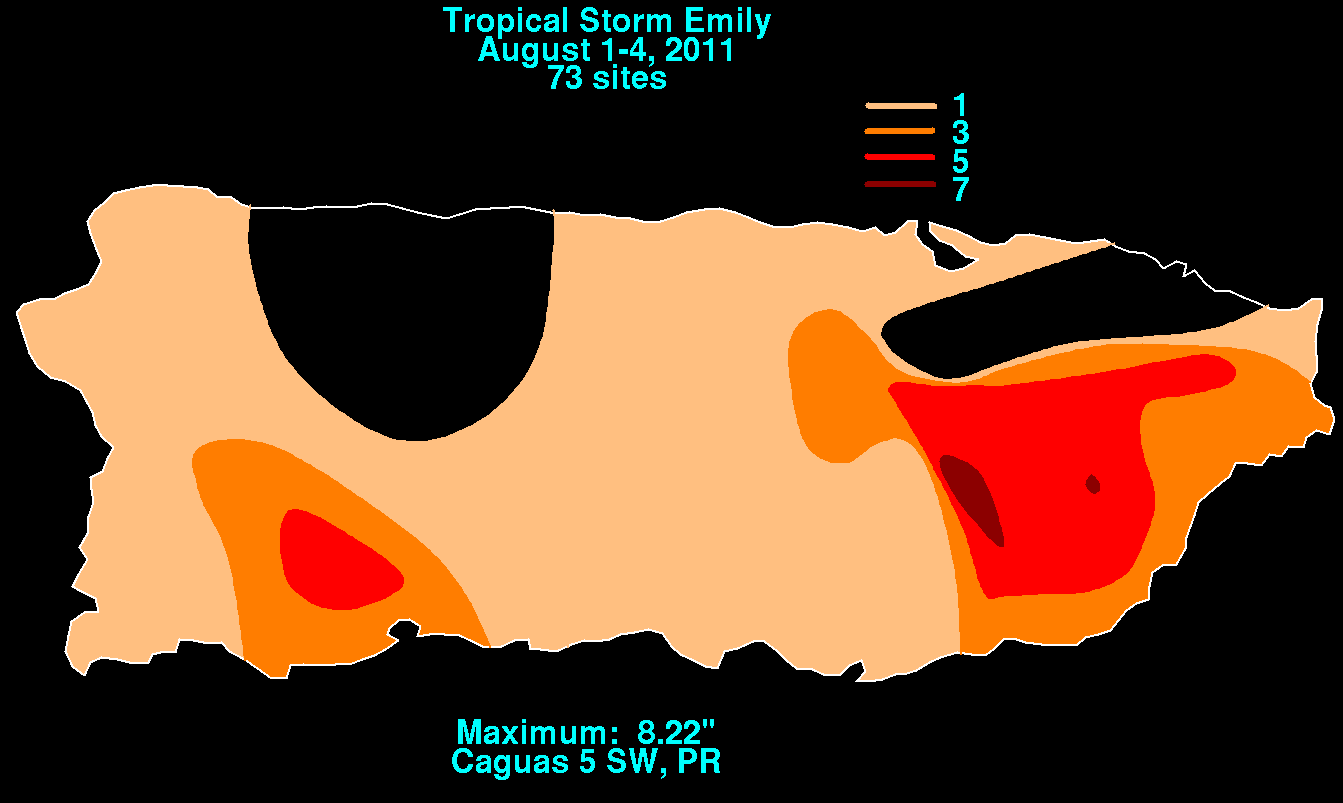
艾米莉在波多黎各的降水分布

### 小安的列斯群岛
强烈的雨带在马提尼克产生阵风和暴雨，降雨总量达到150毫米，引发街道洪灾，还有部分民居被淹。风暴期间岛上有约5000居民失去供电，但停电范围基本局限在该岛东南部，并且很快便已恢复。首府法兰西堡因土壤含水过度饱和发生严重山体滑坡，当地约40户家庭被迫转移。该市共有29套房屋被洪水淹没，导致一名男子因电缆漏电触电身亡。
艾米莉在瓜德罗普产生的破坏程度不高，强烈阵风将多棵树木连根拔起，还令巴斯特尔岛街道上到处都是各种垃圾。风暴期间当地一条道路临时封闭，以防万一，但气旋过后很快便恢复通车。圣克里斯多福与尼维斯部分电缆在烈风强度风力影响下中断，导致两岛全面停电。气旋令维尔京群岛上空的大气变得更加湿润，当地出现间歇性的暴雨，但局部降雨总量基本没有超过25毫米。群岛风速也不高，测得的最强阵风时速约为83公里。

### 波多黎各
艾米莉在波多黎各附近的移动速度非常缓慢，岛上多地因此长时间受到风暴影响。该州南部的降水最多，卡瓜斯风暴期间的降雨总量达209毫米。输电网路因狂风受损，约有1万8500用户失去供电，还有约6000人在风暴期间失去饮水供应。数十人撤至避难所，其中大部分是生活在高危地区附近的居民。部分区域降雨量达250毫米，致使三条河流泛滥成灾，31号和-3号公路交汇路段被淹后暂时封闭。受山体滑坡等因素影响，岛上各地还有多条道路无法通行。估初步估算，全岛的基础设施一共受到价值500万美元的破坏。岛上约有28万雇员（占劳动力总数的三成）停工两天，对地方经济构成重大影响，资本流失估算达5500万美元。
圣洛伦索一座桥梁受到重创，有倒塌的风险，导致25户家庭与世隔绝。塞瓦有多户民宅被淹，街道陷入混乱，还有一片住宅区的大门倒塌。当地农业也受到风暴影响，亚武科阿有490公顷香蕉苗被暴雨冲毁。
| 降雨量 | 降雨量 | 风暴                 | 地点     | 参     |
| 排名   | mm     | 风暴                 | 地点     | 参     |
| ------ | ------ | -------------------- | -------- | ------ |
| 1      | 1001.5 | 1963年飓风弗洛拉     | 波洛     | [ 47 ] |
| 2      | 905.0  | 2007年飓风诺埃尔     | 安杰利纳 | [ 48 ] |
| 3      | 598.0  | 1964年飓风克利奥     | 波洛     | [ 47 ] |
| 4      | 528.0  | 2011年热带风暴艾米莉 | 内巴     | [ 49 ] |
| 5      | 505.2  | 2004年飓风珍妮       | 绍纳岛   | [ 50 ] |
| 6      | 479.8  | 1966年飓风伊内兹     | 波洛     | [ 51 ] |
| 7      | 445.5  | 1944年第四号飓风     | 翁多镇   | [ 52 ] |
| 8      | 391.4  | 1935年第五号飓风     | 巴拉奥纳 | [ 53 ] |
| 9      | 359.9  | 飓风汉娜             | 奥维耶多 | [ 54 ] |
| 10     | 350.0  | 1948年第一号热带风暴 | 巴亚瓜纳 | [ 55 ] |

### 伊斯帕尼奥拉岛
虽然结构混乱，但艾米莉及其残留还是令多米尼加普降暴雨，降雨量最高的内巴高达528毫米。严重洪灾及多起泥石流等因素共同影响，致使56个社区同外界的交通中断。风暴导致该国7534人无家可归，其中有1549人前往风暴避难所躲避。持续数小时的降水导致部分河流泛滥成灾，但没有对附近地区构成重大破坏。狂风令海上波涛汹涛，对船只运作及海滨住宅产生影响，但持续时间很短。圣多明哥东部有两名男子被暴涨的河水卷走后溺亡，该市另外还有一人因洪灾丧生。
艾米莉于8月11日中午消散，与多米尼加相邻的海地因此没有遭受之前预计的灾难性破坏。风暴期间，雅克梅勒和泰巴尔（Tabarre）至少有235人需要撤离，戈纳伊夫和米拉瓜纳也有65名囚犯需要转移。阿蒂博尼特省民防工作组将约300居民疏散。降水引发洪灾，该国有超过300 户民房受损，另有多家霍乱治疗中心被毁。为了应对疫情再度爆发的风险，有关部门向水源可能遭污染的地区派发特制消毒器。人们在莱凯附近的山沟里找到一具尸体，但无法确定其死因，当地另有一人被倒塌的树木所伤。狂风还在莱奥甘和雅克梅勒造成部分财物受损。

### 其它地区
风暴残留形成的低压槽在古巴东部产生倾盆大雨，致使多条河流泛滥。圣地亚哥-德古巴发生破坏性的洪灾，不但淹没多条道路，还令37套民宅被淤泥覆盖。系统之后再度发展成热带低气压，又在巴哈马产生旷日持久的降雨，大巴哈马岛及周边海域因此收到强烈雷暴警告，测得的降雨总量达200毫米。